# Kristian Hansen
Kristian Aage Hansen (født 28. januar 1895 i Everdrup, død 13. juni 1955 i Hammer) var en dansk gymnast, som deltog i OL 1920.

## Gymnastikkarriere
Sammen med 23 andre danske deltagere deltog han i gymnastikdisciplinen svensk system for hold ved OL 1920 i Antwerpen. Holdet var sikret medalje på forhånd, da kun tre nationer stillede op. Sverige vandt guld med 1.363.833 point, Danmark fik 1.324.833, mens hjemmeholdet fra Belgien vandt bronze med 1.094.000 point.

## Henvisning
1. ↑  "Denmark Gymnastics at the 1920 Antwerpen Summer Games". sports-reference.com. Arkiveret fra originalen 9. august 2011. Hentet 7. november 2018.
2. ↑  "Gymnastics at the 1920 Antwerpen Summer Games: Men's Team All-Around, Swedish System". sports-reference.com. Arkiveret fra originalen 18. april 2020. Hentet 7. november 2018.